# Manzac-sur-Vern
Manzac-sur-Vern település Franciaországban, Dordogne megyében. Lakosainak száma 541 fő (2022. január 1.). Manzac-sur-Vern Montrem, Jaure, Bourrou, Coursac, Grignols, Grun-Bordas és Saint-Paul-de-Serre községekkel határos.

## Népesség
A település népességének változása:
| Lakosok száma | 401  | 417  | 488  | 509  | 586  | 596  | 593  | 568  | 554  | 541  |
|               | 1968 | 1982 | 1990 | 2006 | 2013 | 2015 | 2017 | 2019 | 2020 | 2022 |